# Spokanes
Pour les articles homonymes, voir Spokane.

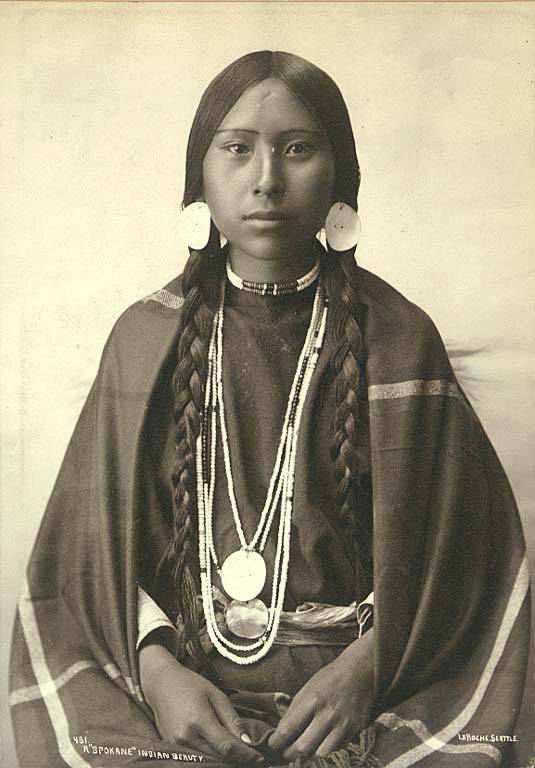
Femme spokane photographiée vers 1897 par Frank La Roche.

Les Spokanes sont un peuple amérindien vivant à l'origine le long de la rivière Spokane, dans les États actuels de Washington et de l'Idaho, aux États-Unis.